# João Jorge II da Saxônia
João Jorge II (Dresden, 31 de maio de 1613 – Freiburg, 22 de agosto de 1680) foi príncipe eleitor da Saxônia, conde palatino da Saxônia e marquês da Mísnia (Meissen) desde 1656.

## Biografia
Sucedeu a seu pai João Jorge I.
Casado em 13 de novembro de 1638 em Dresden com a marquesa Madalena Sibila de Brandemburgo Bayreuth (Bayreuth 27 de outubro de 1612-20 de março de 1687, Dresden) filha de Cristiano, Marquês de Brandenburgo-Bayreuth. Tiveram três filhos.
- 1 - Sibila (1642-1643).
- 2 - Duquesa Erdmuthe Sofia (Dresden 1644-1670 Castelo de Bayreuth). Casada em 29 de outubro de 1662 em Dresden com Cristiano Ernesto (Bayreuth 1644-1712 Castelo de Erlangen) marquês de Brandenburg-Bayreuth em 1655. Viúvo, em 1671, casa-se em Stuttgart com a duquesa Sofia Luísa (1642-1702 Bayreuth) de Würtemberg, filha de Eberhard III, duque de Württemberg até 1674 e de Ana Dorotéia de Salm-Kyrburg. Casaria ainda uma terceira vez em 1703 em Potsdam com a marquesa Elisabeth Sofia (Colônia 1674-1748 Romhild) de Brandenburgo, filha de Frederico Guilherme, Eleitor de Brandenburgo de 1640 a 1688 e da princesa Dorotéia de Holstein-Sonderburg-Gluecksburg.
- 3 - João Jorge III da Saxônia (1647-1691), príncipe-eleitor da Saxônia e conde palatino da Saxônia e marquês da Mísnia em 1680.